# Aditya Mehta

Aditya Mehta, indijski igralec snookerja, * 31. oktober 1985, Maharaštra, Indija.
Mehta je prvi Indijec med profesionalno snooker karavano po Yasinu Merchantu v 90. letih. 